# Muthegere, Mandya
Muthegere là một làng thuộc tehsil Mandya, huyện Mandya, bang Karnataka, Ấn Độ.